# International Cycling Film Festival

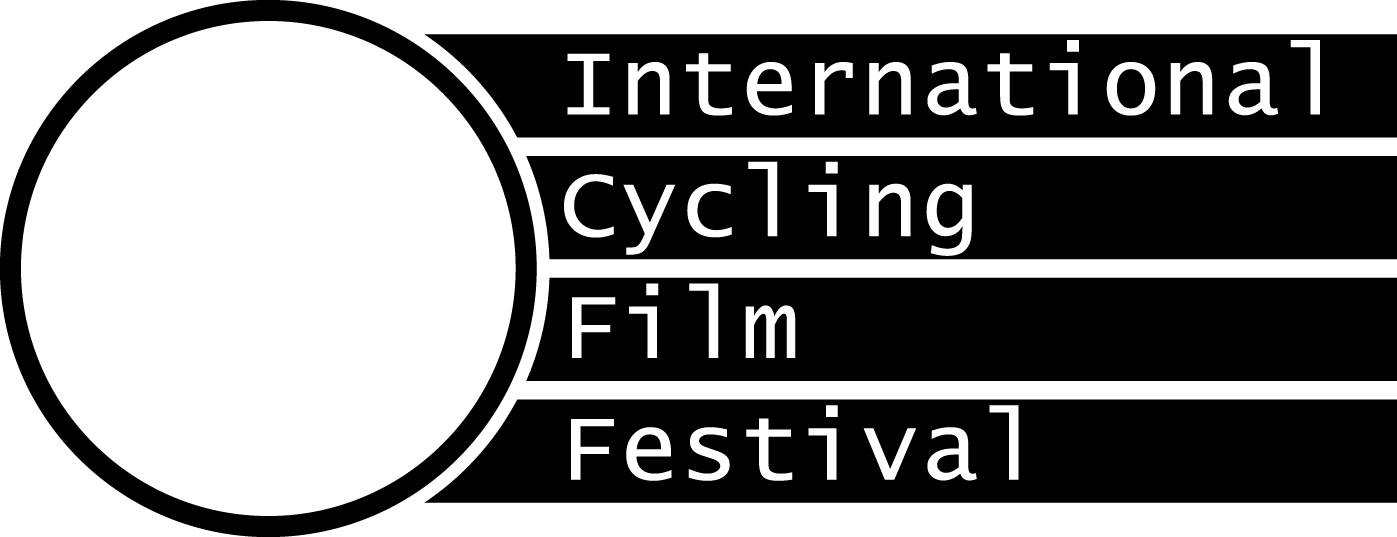
Logo des ICFF seit 2013

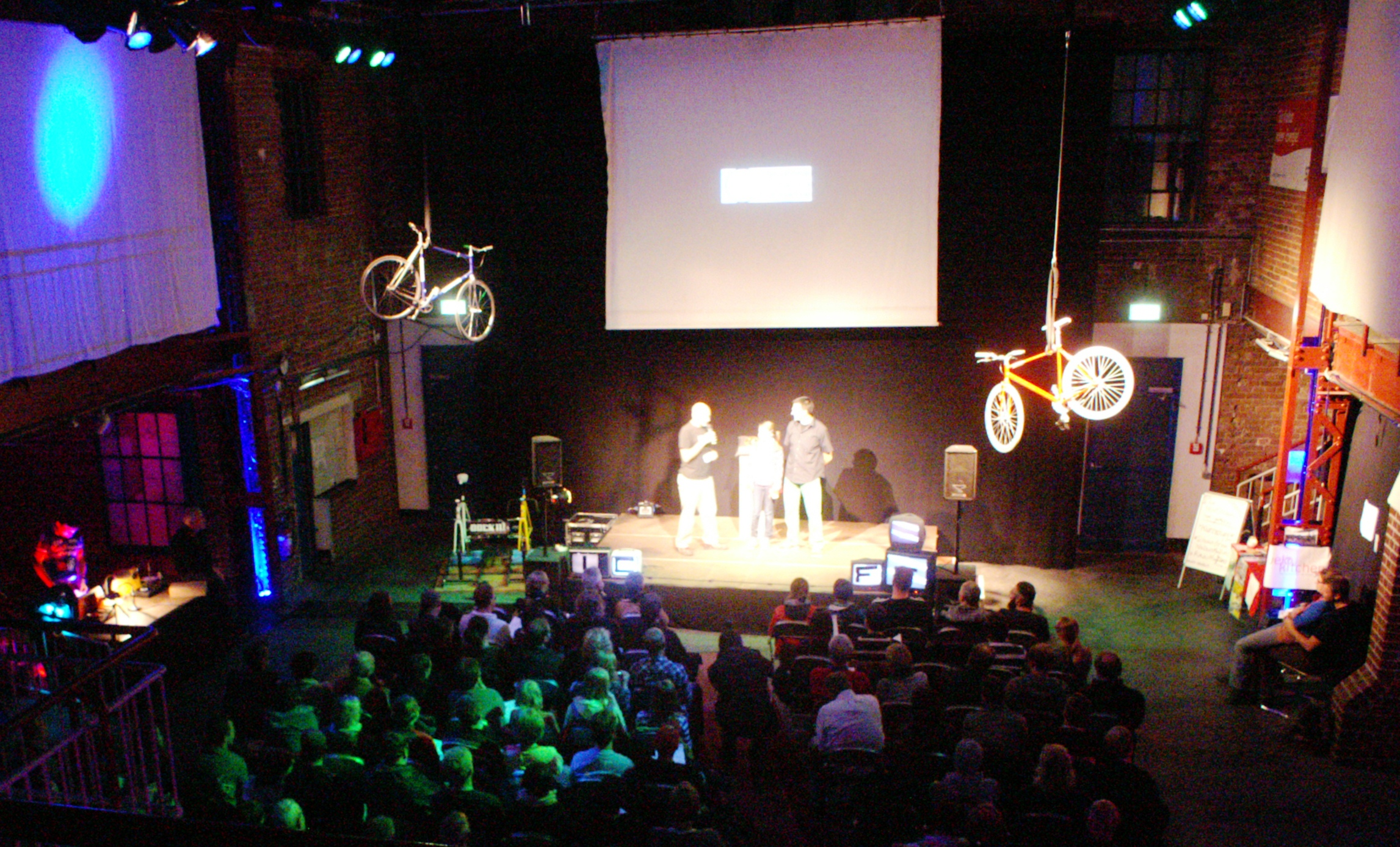
Auf der Bühne des 7. International Cycling Film Festival 2012

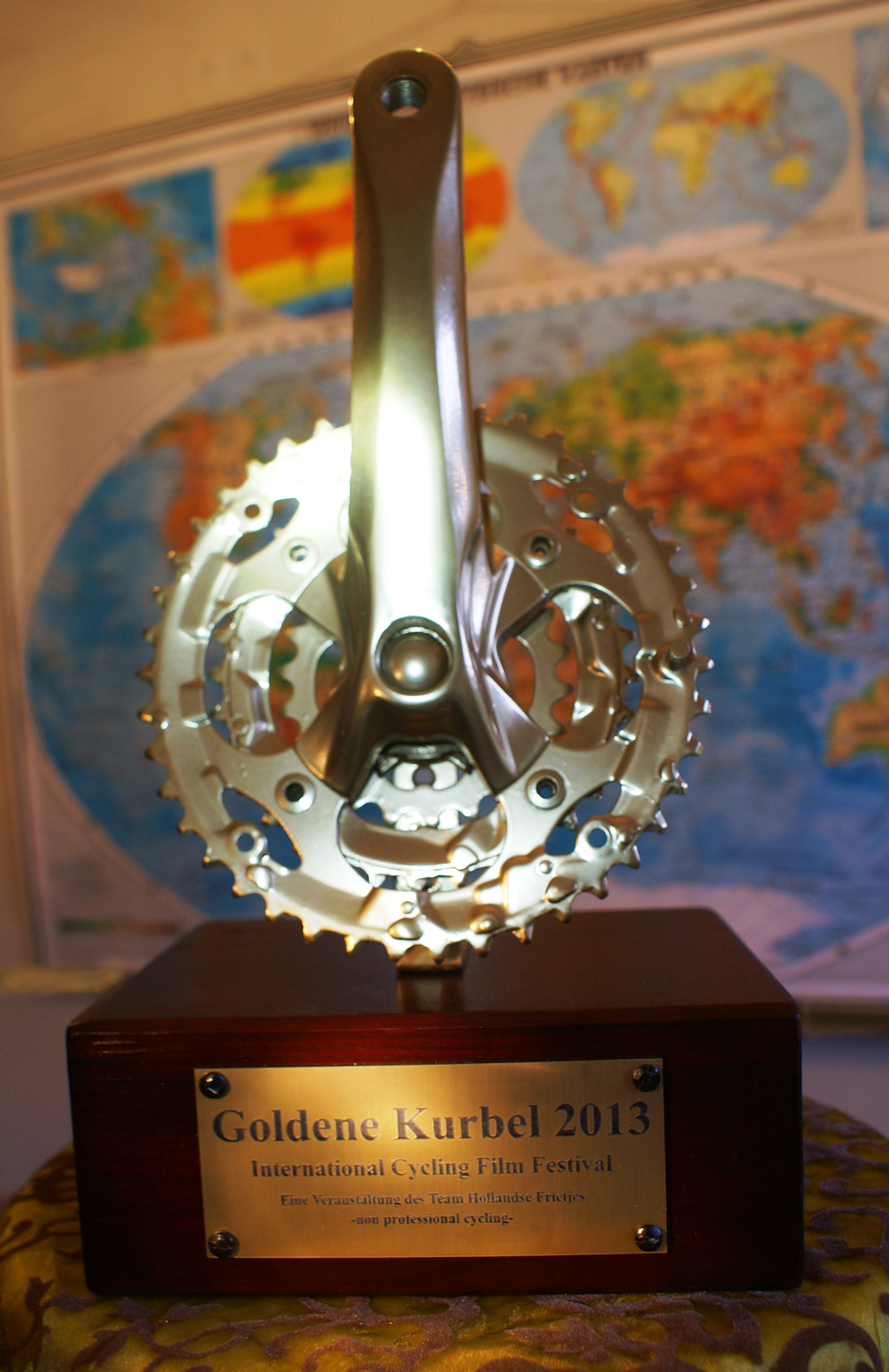
Goldene Kurbel 2013

Das International Cycling Film Festival (polnisch Międzynarodowy Festiwal Filmów Rowerowych), auch Internationales Festival des Fahrrad-Films, ist ein Festival für Kurzfilme, die das Fahrrad zum Thema oder als wichtiges Sujet haben. Es findet jährlich an sechs festen Spielstätten in Deutschland, Polen, Österreich und den Niederlanden statt und gibt zahlreiche Gastspiele in Europa. Sein Filmpreis, die Goldene Kurbel, gilt als ältester Preis für Fahrrad-Filme weltweit.

## Geschichte

### Frühe Jahre
Das ICFF wurde im Dezember 2005 unter dem Namen „Internationales Festival des Radsport-Videos“ gegründet. Das Debüt fand einige Monate später, am 1. und 2. September 2006, im Bochumer Club Goldkante statt. An zwei Abenden wurden 17 Kurzfilme über das Fahrrad aus fünf Ländern gezeigt und die erste Goldene Kurbel verliehen.
Aufgrund des Publikumszuwachses in den Anfangsjahren zog das ICFF 2009 in die wesentlich größeren Flottmann-Hallen ins benachbarte Herne um. Sie bilden bis heute den zentralen Standort des Festivals.  Ein Jahr später erfolgte die Umbenennung des Festivals in den heutigen Namen „International Cycling Film Festival“.

### Kooperation mit Polen und den Niederlanden
Im 2011 begann das ICFF eine Kooperation mit der Schlesischen Fahrradinitiative (polnisch Śląska Inicjatywa Rowerowa), Tschenstochau, später mit der Stiftung Miasta dla Ludzi, Kattowitz. Aus dieser Kooperation gingen verschiedenen Gastspiele in Polen hervor. Seit dem Jahr 2013 ist die Stadt Krakau ein fester Standort des Festivals, das über mehrere Jahre durch das dortige Goethe-Institut unterstützt worden ist. In den Jahren 2015 und 2016 fungierte das Deutsche Generalkonsulat in Krakau als Schirmherrin des gesamten Festivals.
Aufgrund seiner fahrradkulturellen Verdienste wurde das Festival 2016 mit dem zweiten Platz im Wettbewerb um den Deutschen Fahrradpreis prämiert; der Deutsche Fahrradpreis gilt als die höchste Auszeichnung, die für Projekte zur Förderung des Fahrradfahrens und der Fahrradkultur vergeben wird.
Weitere Partner des Festivals sind das Oude Rooms Katholieke Ziekenhuis, Groningen, Niederlande sowie die Friedrich-Wilhelm-Murnau-Stiftung, Wiesbaden, in deren Kinosälen das das jährliche Programm des ICFF gezeigt wird.
Neben den festen Standorten bestreitet das ICFF zahlreiche Gastspiele im In- und Ausland. 2017 gastiert das Festival in verschiedenen deutschen Städten, darunter München, Mainz, Wiesbaden, in Frankreich (Lille, Roubaix), in den Niederlanden (Amersfoort), sowie in Polen in Kattowitz. Über den Sommer 2017 befindet sich das ICFF auf einer Tournee durch Russland, die Ende Juni im Goethe-Institut Moskau und der Deutschen Botschaft Moskau eröffnet wurde. Weitere Spielorte der Tour sind unter anderem St. Petersburg, Jekaterinburg sowie Krasnojarsk.

## Auszeichnungen
Die Goldene Kurbel ist der höchste Filmpreis des Festivals, der alljährlich von einer Jury aus Film- und Fahrradexperten für den besten Fahrradfilm vergeben wird. Die Goldene Kurbel gilt als der Oscar des Fahrradfilms, sie ist der weltweit erste Preis, der für Fahrradfilme vergeben wurde.
2018 wurde erstmals der Preis Souvenir Albert Richter für den besten Radsportfilm vergeben. Der von der Jury des Festivals vergebene Preis ist dem deutschen Bahnfahrer Alber Richter gewidmet. Albert Richter, der in den 1930er Jahren zur Weltelite des Bahnsprints zählte, wurde 1940 mutmaßlich von der Gestapo ermordet. Das Souvenir Alber Richter erinnert an den Radsportler, Gegner und Opfer nationalsozialistischer Gewaltherrschaft.
Das erste Souvenir Albert Richter gewinnt die belgische Filmemacherin Jasmijn Cedee für ihren Experimentalfilm „Toer“.

### Preisträger der Goldenen Kurbel
|      | Goldene Kurbel                                         | Goldene Kurbel            | 2nd                                           | 2nd                                                                         | 3rd                                                     | 3rd                                |
| Year | Filmemacher/in                                         | Filmtitel                 | Filmemacher/in                                | Filmtitel                                                                   | Filmemacher/in                                          | Filmtitel                          |
| ---- | ------------------------------------------------------ | ------------------------- | --------------------------------------------- | --------------------------------------------------------------------------- | ------------------------------------------------------- | ---------------------------------- |
| 2006 | Sylvia Winkler, Stephan Köperl (AUT/GER)               | doored in downtown        | Sören Büngener (GER)                          | Big Bang in Bayern                                                          | Chas Nairn (GBR)                                        | accomplish                         |
| 2007 | Sören Büngener (GER)                                   | A Look in the Mirror      | Holger Zepper (GER)                           | Vene voll?                                                                  | Thomas Ploder (AUT)                                     | Nach oben, wohin sonst?            |
| 2008 | Mike Tereba (LUX)                                      | Psyclist                  | Antonio Poce (ITA)                            | Coppi, un uomo solo                                                         | Ingo Fucking (GER)                                      | Karma Riders                       |
| 2009 | Jörn Staeger (GER)                                     | Rad                       | Adrian McDowell, Finlay Pretsell (GBR)        | Standing Start                                                              | Alistair Oldham (GBR)                                   | Bristol Bike Project               |
| 2010 | Alexei Gubenco (ROM)                                   | Vive La Crise!            | David Paede, Barbara Sas (AUT/GER)            | Bikekitchen - a filmic approach                                             | GRACQ (BEL)                                             | Duel dans le sul                   |
| 2011 | Catherine Marshall (USA)                               | Cycle of love             | José Pedro Lopes (POR)                        | O Risco                                                                     | Lorenzo Veracini, Nandini Nambiar, Marco Avoletta (ITA) | A bicycle trip                     |
| 2012 | Michaël Dudok de Wit (NED)                             | Father and Daughter       | Marie Ullrich (USA)                           | Faster!                                                                     | The Deadly Nightshades (CAN)                            | Fabric Bike                        |
| 2013 | Felipe Bustos Sierra (GBR)                             | Three-Legged Horses       | Zina Papadopoulou, Petros Papadopoulos (GRE)  | Eight-Minute Deadline                                                       | Mathias Eberle (GER)                                    | Eingang-Klapprad-Style             |
| 2014 | Pijus Mickus (LTU)                                     | The Bell                  | Michael Klöfkorn (GER)                        | ich fahre mit dem fahrrad in einer halben stunde an den rand der atmosphäre | Amir Porat, Mor Israeli (ISR)                           | Cycle                              |
| 2015 | Wytse Koetse (NED)                                     | De Benen van Amsterdam    | Jossie Malis (ESP)                            | Bendito Machine IV – Fuel the Machines                                      | Romy Steyer (GER)                                       | Friedensfahrer Lothar              |
| 2016 | Emilia Stålhammar, Veronica Pålsson, Elsa Lövdin (SWE) | Cycologic                 | Manuel Becho Lo Bianco, Mariano Bergara (ARG) | Inercia                                                                     | Matt Dennison (CAN)                                     | How to Make a Sick Edit            |
| 2017 | Steven Subotnick (USA)                                 | Little Girl               | Eric Jobs (GER)                               | Made in Langendreer                                                         | Amanda Zackem (USA)                                     | Georgena Terry                     |
| 2018 | Boaz Kaizman, Peter Rosenthal, Marcus Seibert (GER)    | Tigersprung               | Fritz Tietz (GER)                             | Der Langsamwallradfahrer                                                    | François Fournier (CAN)                                 | Édouard                            |
| 2019 | Lauren Horoszewski (USA)                               | The Epiplectic Bicycle    | Jovan Harmuth (CAN)                           | Cycle                                                                       | Barry Keller (USA)                                      | Smile                              |
| 2021 | Nina Adelajda Olczak (POL)                             | Welcome to Polotubbieland | Marjolaine Perreten (SWI)                     | Le dernier jour d'automne                                                   | Dagie Brundert (GER)                                    | Die Selbstheilung meines Fahrrades |
| 2023 | Tomer Shushan (ISR)                                    | White Eye                 | Andrea Dorfman (CAN)                          | There'a a Flower in My Pedal                                                | Sarah Moll (GER)                                        | What Live Should Be About          |

### Souvenir Albert Richter
| Year | Filmemacher/in                            | Filmtitel                       |
| ---- | ----------------------------------------- | ------------------------------- |
| 2018 | Jasmijn Cedee (BEL)                       | Toer                            |
| 2019 | Jonathan Pinkhard, Adam McConnachie (ZAF) | Pls Do Not Count This           |
| 2021 | Sabine Gilley (JEY)                       | Le Cannibale Parmi Les Coureurs |
| 2023 | Andreas Scheffer (GER)                    | Jeden Sommer, im Juli           |

### Publikumspreise
- Preis des Publikums, 1. ICFF, Bochum 2006: Andre Grunert, Peter Ittermann, Alles bon
- Preis des Publikums, 2. ICFF, Bochum 2007: Sören Büngener, Germany: A Look in the Mirror
- Preis des Publikums, 4. ICFF, Bochum 2009: Jörn Staeger Germany, Rad
- Preis des Publikums, 5. ICFF, Herne 2010: Timo Liedtke, Fiete Isfort, Germany: Robot
- Preis des Publikums, 6. ICFF, Herne 2011: Beatrix Wupperman, Richard Grassick: Beauty and the bike; Tom Malecha,Ten Things I Have Learned About Mountainbiking
- Preis des Publikums, 7. ICFF, Herne 2012: Michaël Dudok de Wit, Father and Daughter
- Trzy złote szprychy 2013 – Preis des Publikums in Częstochowa: Konrad Lewandowski, Michał Kluska
- Preis des Publikums, 8. ICFF, Herne 2013: Felipe Bustos Sierra, Three-Legged Horses
- Trzy złote szprychy – Preis des Publikums in Krakau und Preis des Publikums in Herne, 9 ICFF 2014: Lea und Gregor Speth, Panamerican Childhood
- Trzy złote szprychy 2015 - Award of the audience in Kraków: Jabuk Ribicky, Baikal Ice Trip
- Preis des Publikums, 10. ICFF, Herne 2015: Lucas Camps, Groen
- Preis des Publikums in Herne, 11. ICFF 2016: Zenga Bros, Tall Bike Tour
- Trzy złote szprychy (Drei goldene Speichen) – Preis des Publikums in Krakau 2016, 11. ICFF: Emilia Stålhammar, Veronica Pålsson, Elsa Lövdin, Cycologic
- Preis des Publikums in Herne 2017, 12. ICFF: Eric Jobs, Made in Langendreer
- Preis des Publikums in Herne 2018, 13. ICFF: Melissa Schaust, On the move

### Honorable mentions

#### 11. ICFF 2016/2017
- The Alley Cat, Marie Ullrich, USA: Bester Spielfilm.
- Klappradkollektiv Rakete Frankfurt: Honorable Mention für das Lebenswerk

#### 10. ICFF 2015/2016
- Groen, Lucas Camps, Niederlande: Beste Fahrrad-Film-Komödie
- Ride, Coffus Hoffmann, Deutschland: Beste Spielfilm-Adaption mit dem Fahrrad
- Baikal Ice Trip, Paweł Wichrowski und Jabuk Ribicky, Polen, beste Dokumentation einer Fahrrad-Reise
- Vorsprung durch Forschung, Klappradkollektiv Rakete Frankfurt, Deutschland: Bester Klapprad-Film

#### 4. ICFF 2009
- Wildbachtoni – Geschichte lebt, Richard Westermaier und Moses Wolff, Deutschland: Bester Film mit dem Fahrrad in der Nebenrolle.